# 韋斯特比鎮區 (北達科他州迪瓦德縣)
韋斯特比鎮區（英語：Westby Township）是位於美國北達科他州迪瓦德縣的一個鎮區。

## 地方資料
韋斯特比鎮區的面積為134.33平方千米，當中陸地面積為124.87平方千米，而水域面積為9.46平方千米。根據2020年美國人口普查的數據，當地共有人口44人，而人口密度為每平方千米0.33人。